# Proasellus meridianus
Proasellus meridianus is een pissebed uit de familie Asellidae. De wetenschappelijke naam van de soort is voor het eerst geldig gepubliceerd in 1919 door Racovitza.